# Une maîtresse dans les bras, une femme sur le dos
Pour plus de détails, voir Fiche technique et Distribution.
Une maîtresse dans les bras, une femme sur le dos (A Touch of Class) est un film britannique réalisé par Melvin Frank, sorti en 1973.

## Synopsis
Glenda Jackson joue Vicky Allesio, mère divorcée de deux enfants. George Segal joue Steve Blackburn, un père de famille marié qui a une règle : « ne jamais tromper sa femme dans la ville où elle est ». Après avoir partagé un taxi ensemble, Steve invite Vicky à boire un thé, à déjeuner. Enfin, Vicky avoue vouloir une aventure sans lendemain. Steve explique alors à sa femme qu'il doit aller à Málaga pour le travail alors qu'il organise des vacances avec Vicky.

## Fiche technique
- Titre : Une maîtresse dans les bras, une femme sur le dos (en Belgique : Faites-le avec classe)
- Titre original : A Touch of Class
- Réalisation : Melvin Frank
- Scénario : Melvin Frank et Jack Rose
- Production : Melvin Frank et Peter Beale
- Musique : John Cameron
- Photographie : Austin Dempster
- Montage : Bill Butler
- Décors : Terence Marsh
- Costumes : Ruth Myers
- Pays d'origine : Royaume-Uni
- Format : Couleurs - Mono
- Genre : Comédie
- Durée : 106 minutes
- Date de sortie : 1973

## Distribution
- George Segal (VF : Dominique Paturel) : Steven 'Steve' Blackburn
- Glenda Jackson (VF : Nadine Alari) : Vicki Allessio
- Paul Sorvino (VF : Jacques Ferrière) : Walter Menkes
- K Callan : Patty Menkes
- Cec Linder : Wendell Thompson
- Michael Elwyn : Cecil
- Mary Barclay : Martha Thompson
- Nadim Sawalha : Night Hotel Manager
- Ian Thompson : Derek, secrétaire de Steve
- Ève Karpf : Miss Ramos, London Airline Clerk
- David de Keyser : Docteur Alvarez
- Gaye Brown : Dora French

## Distinctions

### Récompenses
- Oscars 1974 : Meilleure actrice pour Glenda Jackson

### Nominations
- Oscars 1974 : Meilleur film pour Melvin Frank
- Oscars 1974 : Meilleur scénario original pour Melvin Frank et Jack Rose
- Oscars 1974 : Meilleure musique de film pour John Cameron

- Oscars 1974 : Meilleure chanson pour George Barrie (musique) et Sammy Cahn (paroles)

## Autour du film
Glenda Jackson reçut, pour son interprétation, sa troisième nomination et finalement son second Oscar de la meilleure actrice (elle avait déjà gagné la statuette pour Love de Ken Russell en 1971). Cette victoire est l'une des plus discutées de l'histoire des Oscars : personne ne s'attendait à ce qu'elle remporte un prix qu'elle avait obtenu peu de temps auparavant et de surcroît pour une comédie jugée légère. Les quatre autres actrices nommées étaient, selon les pronostics, largement plus favorites que Glenda Jackson grâce à des compositions dramatiques intenses, normalement appréciées des votants (Ellen Burstyn dans L'Exorciste, Marsha Mason dans Permission d'aimer, Barbra Streisand dans Nos plus belles années et Joanne Woodward dans Summer Wishes, Winter Dreams). L'interprétation de Jackson est pourtant considérée par plusieurs critiques comme l'une des meilleures prestations comiques distinguées aux Oscars. La comédienne avait d'ailleurs reçu, en plus de l'Oscar, le Golden globe de la meilleure actrice dans une comédie et le Prix d'interprétation féminine au Festival de Saint-Sébastien. Comme à son habitude, Jackson ne vint pas à Hollywood, lors de la cérémonie, et se fit représenter par son réalisateur Melvin Frank.